# P-700 Granit
P-700 Granit (rusko П-700 «Гранит», P-700 Granit, GRAU oznaka: 3M45) je težka protiladijska raketa Sovjetske in Ruske vojne mornarice. Namenjena je uničevanju letalonosilk in drugih površinskih plovil ter se lahko izstreljuje iz ladij in podmornic.

## Zgodovina
Raketa P-700 Granit je bila oblikovana v 1970-ih letih kot naslednica raket P-70 Ametist in P-120 Malahit. Obe sta bili učinkoviti orožji, vendar sta imeli kratek doseg. Delno je bila razvita iz predhodne rakete P-500 Bazalt, ki je imela turboreaktivni pogon. Na osnovi rakete P-700 Granit je bila razvita raketa P-800 Oniks, ki jo poganja potisna cev in raketo BrahMos, ki jo je Rusija razvila skupaj z Indijo.
Rakete P-700 izdeluje podjetje Znanstveno-proizvajalno združenje strojegradnje iz Reutova. Njihova dolžina je 10 m, teža pa 7 t. Oborožene so s 750 kg visokoeksplozivnimi FAE (fuel-air explosive) bojnimi glavami ali pa 500 kt jedrsko bojno glavo. Največja hitrost naj bi bila več kot 2,5 Mach. Doseg naj bi bil med 500 in 550–625 km. Navigacija je inercialna ali radarska, v sovjetskem obdobju pa je obstajala tudi možnost uporabe satelitskega navigacijskega sistema »Legenda«.
V salvi je mogoče izstreliti štiri do osem raket. Ena raketa se dvigne na višjo višino (14–17 km), da lahko z lastnim radarjem odkrije tarčo in k njej usmerja druge rakete, leteče na višini 30 m. Rakete lahko razlikujejo med večjimi (letalonosilke) in manjšimi cilji (fregate) in se k njim usmerjajo v ustreznem številu (letalonosilka – vsaj štiri rakete, križarka – tri rakete, fregata – ena raketa). Rakete imajo tudi računalniški sistem za obrambo pred elektronskim bojevanjem in drugo protiletalsko obrambo. Rakete naj bi tarče napadle s taktiko »zvezdnega dežja«, po kateri se razporedijo okrog njih in se jim približajo iz različnih vektorjev napada. Na ta način se zračna obramba ladje v največji meri obremeni in tako se poveča možnost preboja obrambnega perimetra. Največja G obremenitev je 18.
Izstreljuje se s težkih jedrskih raketnih križark razreda Orlan (20 navpičnih izstrelitvenih celic), jurišnih jedrskih podmornic razreda Antej (24 navpičnih izstrelitvenih celic) ali letalonosilk razreda Admiral Kuznjecov (12 navpičnih izstrelitvenih celic).